# 1829 na música

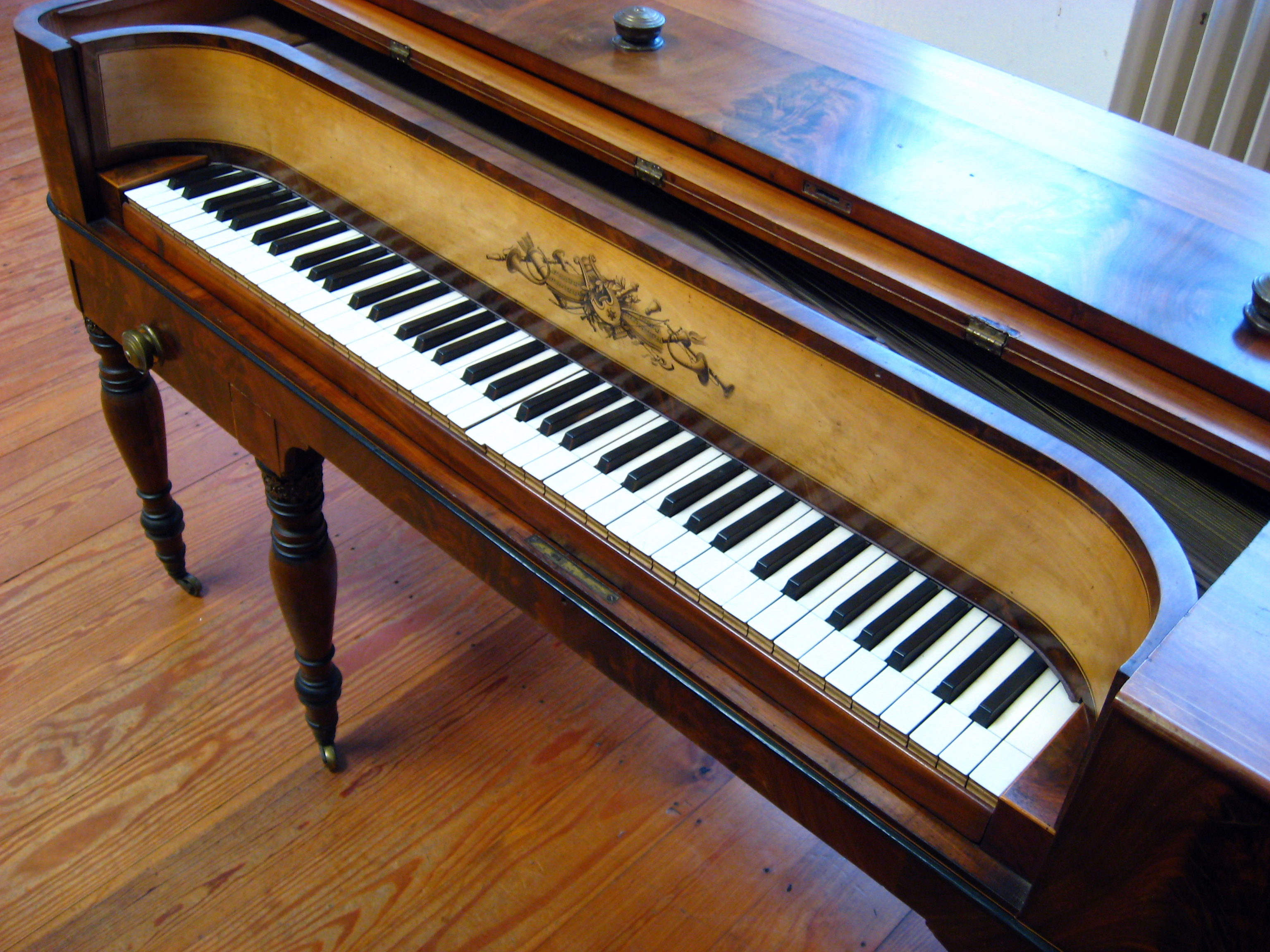
Teclado de mesa, Biedermeier 1829.

## Nascimentos
| Data           | Nome                    | Profissão             | Nacionalidade  | Observações | Ref |
| -------------- | ----------------------- | --------------------- | -------------- | ----------- | --- |
| 8 de Maio      | Louis Moreau Gottschalk | pianista e compositor | Estados Unidos | m. 1869     |     |
| 28 de Novembro | Anton Rubinstein        | pianista              | Rússia         | m. 1894     |     |

## Mortes
| Data | Nome | Profissão | Nacionalidade | Observações | Ref |
| ---- | ---- | --------- | ------------- | ----------- | --- |